# 진먼마쭈다천 전용지폐
진먼마쭈다천 전용지폐(金門馬祖大陳專用紙幣, 금문마조대진전용지폐)는 중화민국이 다스리고 있는 진먼, 마쭈, 다천 지방에서만 유통, 발행, 사용된 지폐를 말한다. 이 지폐는 대만성에 속하지 않는 작은 섬인 동시에 중화인민공화국과 가장 가까이 맞닿아 있는 최전방의 특수성을 감안해 발행되었다.

## 개관
중화민국은 중앙정부를 타이완으로 옮기고 난 뒤, 원래 대만에서 유통되고 있던 구 일본 화폐를 회수하였다. 이 화폐를 회수하면서 새로운 화폐인 신 대만 달러를 발행하였다. 1950년 3월에는 진먼 신 대만 달러, 1951년 9월에는 마쭈 신 대만 달러, 1953년 1월에는 다천 신 대만 달러가 연달아 발행되어 유통되었다. 이러한 전용 지폐는 각 지역 안에서만 통용이 허용되어 다른 지역에서 쓸 때에는 그 지역의 지폐와 같은 값으로 바꾸어서 썼다. 2002년 7월 1일에 발행 및 유통이 정지됨으로써 더 이상 쓰이지 않게 되었다.